# سعد زنيفر العازمي
سعد زنيفر سعد علي العازمي، (1950 - 6 أبريل 2023) نائب سابق في مجلس الأمة الكويتي، كما كان عضوًا في جمعية أم الهيمان التعاونية.

## عن حياته
بدأ سعد زنيفر حياته العملية عسكريًا في الجيش الكويتي وخدم فيه لسنوات وشارك في الحروب التي شارك فيها الجيش الكويتي وكان أبرزها حرب أكتوبر وكان من ضمن الجنود الكويتيين المشاركين بالحرب، وانتقل بعدها إلى العمل في القطاع المدني في وزارة الصحة وتحديدًا في مستشفى العدان، كما حظى بعضوية جمعية أم الهيمان التعاونية لعدة دورات، ومن ثم تقاعد واتجه إلى العمل السياسي.

## انتخابات مجلس الأمة 2009
خاض سعد زنيفر انتخابات مجلس الأمة الكويتي 2009 وحقق المركز الرابع برصيد 15,393 صوت.

## مواقفه في مجلس الأمة 2009
| الكتل                                  | مستقل                |
| شطب استجواب السعدون و العنجري (2011)   | موافق                |
| طلب عدم التعاون مع المحمد (يونيو 2011) | ضد طلب عدم التعاون   |
| طلب عدم التعاون مع المحمد (يناير 2011) | ضد طلب عدم التعاون   |
| طرح الثقة بأحمد العبد الله (2010)      | ضد طرح الثقة         |
| إسقاط فوائد القروض الاستهلاكية (2010)  | موافق                |
| طلب عدم التعاون مع ناصر المحمد (2009)  | ضد طلب عدم التعاون   |
| تحويل الجلسة إلى سرية (2009)           | مؤيد السرية          |
| طرح الثقة بجابر الخالد (2009)          | ضد طرح الثقة         |
| طلب عدم التعاون مع ناصر المحمد         | مع الحكومة           |
| استجواب الوزير محمد العبد الله (2010)  | ضد الاستجواب         |
| استجواب الوزير جابر الخالد             | ضد الاستجواب         |
| انسحاب (2009)                          | لم ينسحب، مع الحكومة |

## وفاته
تُوفي سعد زنيفر في أحد مستشفيات لندن بعد صراع مع المرض عن عمر ناهز 73 عامًا.